# Martyna Trajdos

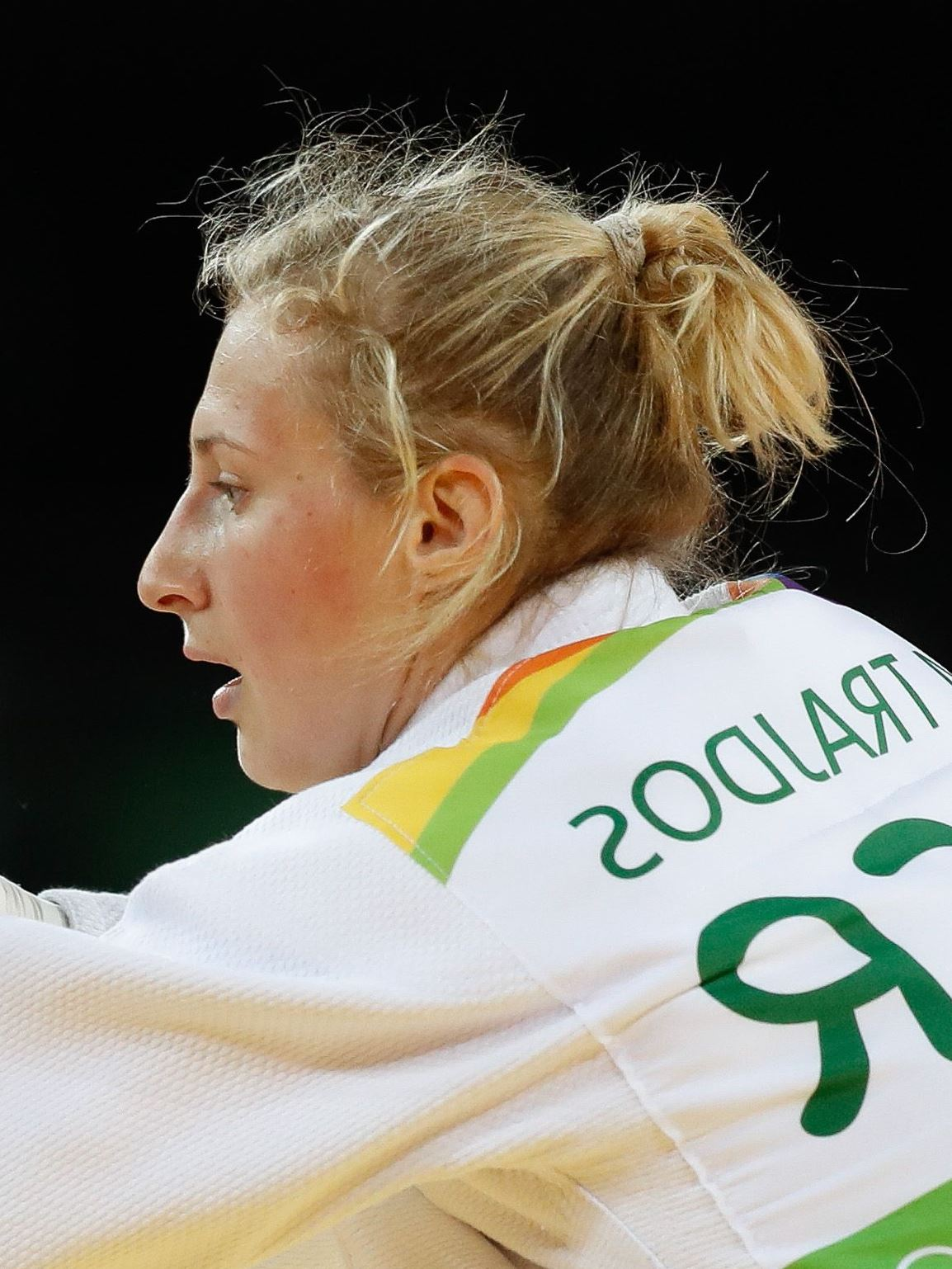
Martyna Trajdos, 2016

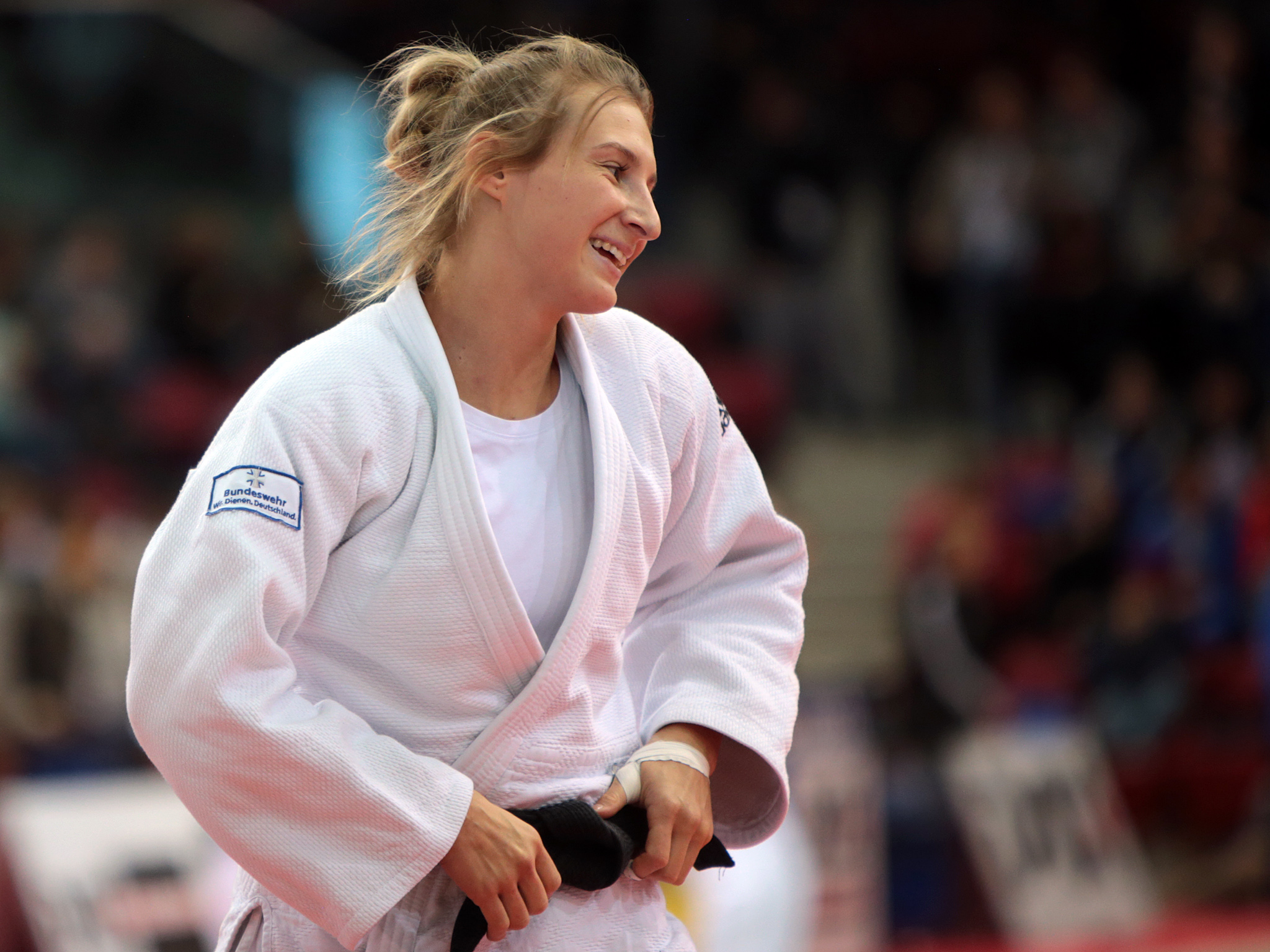
Martyna Trajdos, 2018

Martyna Trajdos (* 5. April 1989 in Bełchatów, Polen) ist eine ehemalige deutsche Judoka. In ihrer aktiven Karriere gewann sie zahlreiche internationale Medaillen, darunter den Europameistertitel 2015 und eine Bronzemedaille mit dem deutschen Team bei den Olympischen Spielen 2020 in Tokio.

## Karriere
Martyna Trajdos begann ihre internationale Judo-Karriere mit Erfolgen bei den U23-Europameisterschaften, wo sie 2010 und 2011 jeweils die Bronzemedaille gewann. 2012 gewann sie den Titel bei den Deutschen Meisterschaften. Sie gewann mit Team-Bronze bei den Europameisterschaften 2013. 2014 folgte die Team-Silbermedaille, bei den Weltmeisterschaften 2014 erkämpfte sie die Bronzemedaille mit der Mannschaft.
Bei den im Rahmen der Europaspiele in Baku  ausgetragenen Europameisterschaften gewann sie den Europameistertitel im Einzel und sicherte sich zusätzlich Silber mit dem deutschen Team. Aufgrund ihrer Leistungen wurde Martyna Trajdos die Ehre zuteil, die deutsche Fahne bei der Abschlusszeremonie der 1. Europaspiele zu tragen. Nur wenige Monate später errang sie mit der Mannschaft eine Bronzemedaille bei den  Weltmeisterschaften in Astana.
Trajdos zeigte auch in den folgenden Jahren Konstanz auf höchstem Niveau:
- 2017: Fünfte Plätze bei den Europameisterschaften und Weltmeisterschaften.
- 2018: Bronzemedaille bei den Europameisterschaften 2018 in Tel Aviv und den fünften Platz bei den Weltmeisterschaften.
- 2019: Bronzemedaille bei den  Weltmeisterschaften 2019 in Tokio
- 2020: Bronzemedaille bei Europameisterschaften in Prag
- 2020: Bronzemedaille im Mixed-Team-Wettbewerb der Olympischen Spielen in Tokio, wofür sie mit dem Silbernen Lorbeerblatt ausgezeichnet wurde.[1]

Am 16. Juni 2016  lehnte Martyna Trajdos während eines internationalen Trainingscamps in Saint-Cyprien einen  Dopingtest ab, der durch die französische Anti-Doping-Agentur AFLD durchgeführt werden sollte. Die Internationale Judo-Föderation IJF bestätigte anschließend, dass sie zu diesem Test nicht verpflichtet war, da dieser nicht den geltenden Regularien entsprach.
Martyna Trajdos startete für den Eimsbütteler TV und später für den 1. JC Zweibrücken.
Trajdos studierte an der Deutschen Sporthochschule Köln.
Nach dem Ende ihrer aktiven Karriere kehrte Martyna Trajdos 2024 als sportpsychologische Expertin zu den Olympischen Spielen in Paris zurück und unterstützte das deutsche Judo-Team.